# Sonda kosmiczna

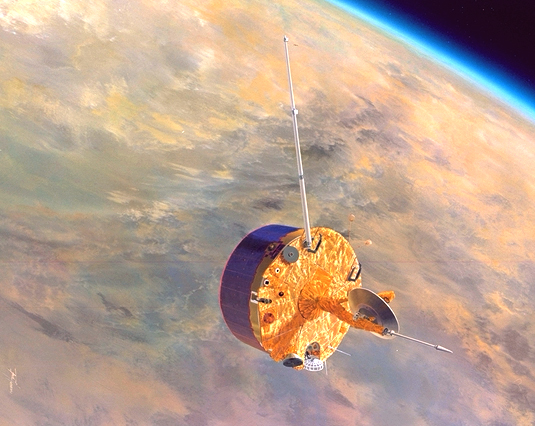
Artystyczne wyobrażenie sondy Pioneer Venus 1 na orbicie Wenus

Sonda kosmiczna – bezzałogowy, prawie zawsze zautomatyzowany statek kosmiczny przeznaczony do prowadzenia badań naukowych w przestrzeni pozaziemskiej.
Sondy kosmiczne wynoszone są przez rakiety nośne lub na pokładzie wahadłowców. Wyposażone w aparaturę naukową (np. kamery, magnetometry, spektrometry, liczniki promieniowania), zbierają dane i dostarczają na Ziemię (obecnie prawie zawsze przesyłają je drogą radiową). Niektóre sondy kosmiczne powracają na naszą planetę z próbkami materii z innych ciał kosmicznych oraz z danymi zapisanymi na nośnikach informacji.

## Misje załogowe i bezzałogowe

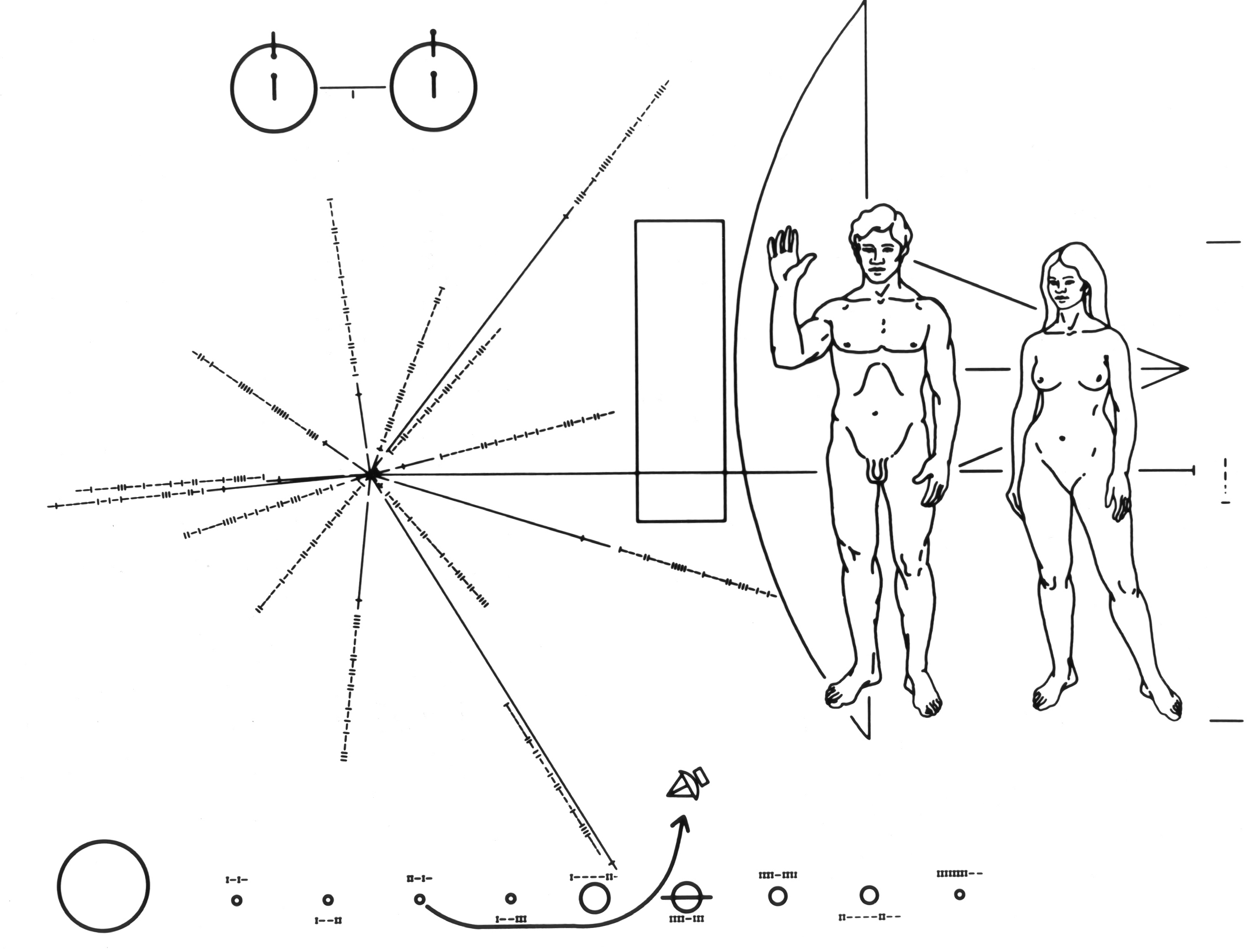
Płytka z przesłaniem dla istot pozaziemskich umieszczona w sondach Pioneer 10 i 11

Loty sond kosmicznych wzbudzają dużo mniejsze zainteresowanie niż loty załogowe. W praktyce okazało się, że działające poza Ziemią roboty badawcze dostarczyły nauce dużo więcej informacji niż ludzie. Poza tym, jedynym obiektem, na który wysłano astronautów jest Księżyc. Olbrzymie koszty i trudności techniczne uniemożliwiają obecnie dalsze wyprawy załogowe, np. do pobliskich planetoid, na Marsa, Wenus, Merkurego czy na księżyce galileuszowe Jowisza. Najważniejszą zaletą maszyn jest brak konieczności zabierania ogromnych ilości tlenu i wody. Utrzymanie ludzkiego organizmu przy życiu poza Ziemią jest bardzo kosztowne. Jeden lot promu kosmicznego odpowiada wysłaniu na Marsa około pięciu robotów badawczych. Strata sondy kosmicznej jest postrzegana jako bolesna porażka przez ograniczone grono osób zainteresowanych, podczas gdy śmierć astronautów skutkuje żałobą narodową. Zwolennicy lotów załogowych podkreślają jednak, że ryzyko oraz koszty wysyłania ludzi w kosmos są uzasadnione, gdyż służą otwarciu dla ludzkości nowej przestrzeni rozwoju.

## Komunikacja kosmiczna
Uciążliwym problemem przy zastosowaniu sond kosmicznych w odległym kosmosie, jest opóźnienie komunikacji. Fale radiowe poruszają się z prędkością zbliżoną do światła. Wyłącznie roboty na Księżycu mogą być zdalnie sterowane z Ziemi (ok. jednej sekundy opóźnienia). Marsjańskie łaziki w najgorszym przypadku muszą czekać aż pół godziny na reakcję operatora (gdy obie planety nie są blisko siebie). Sondy wyposażane są jednak w coraz szybsze komputery z oprogramowaniem pozwalającym na coraz bardziej samodzielne podejmowanie decyzji i prowadzenie badań.

## Zastosowania

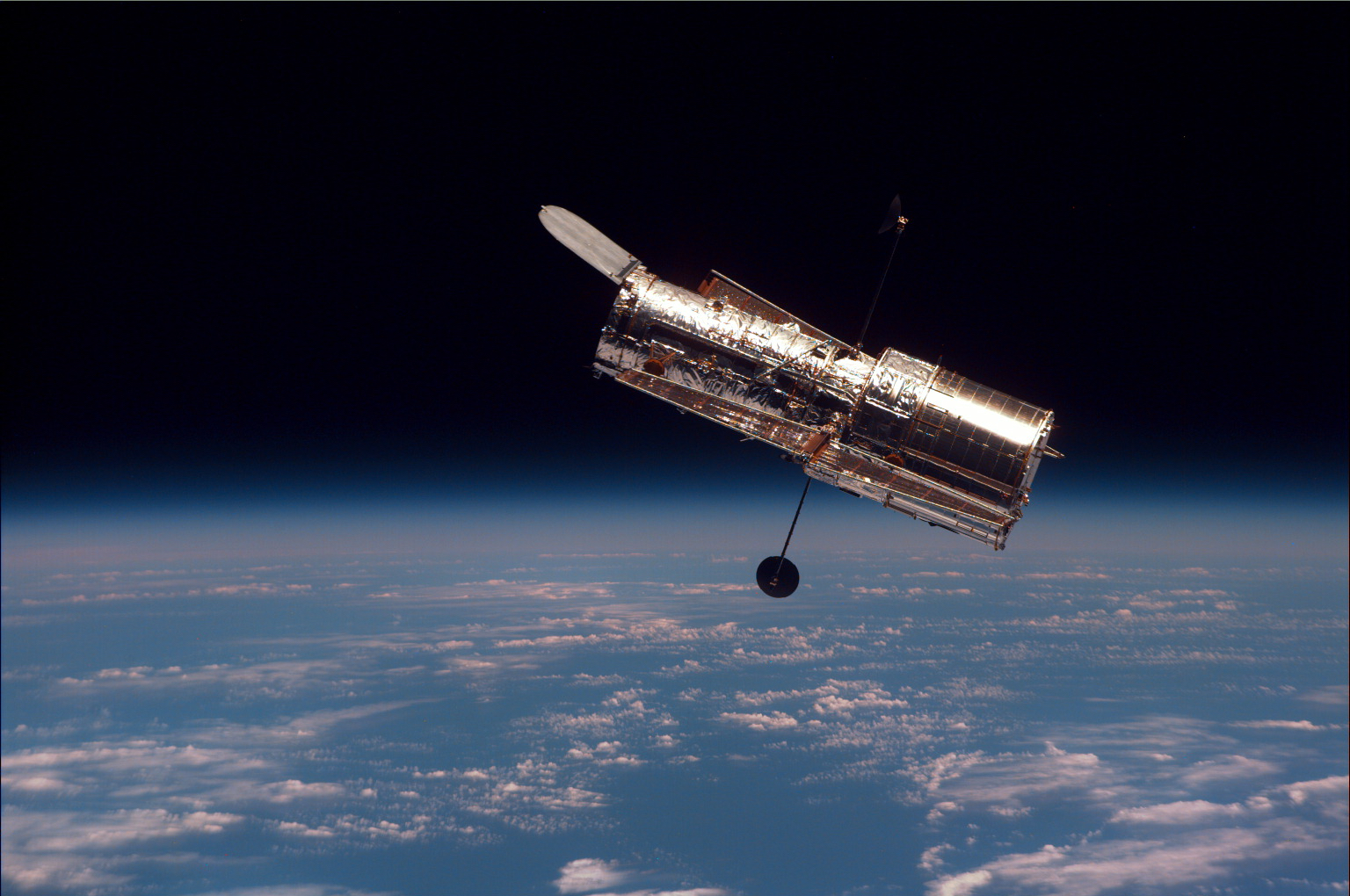
Teleskop Hubble’a

Niektóre sondy kosmiczne spełniają swoje zadania, krążąc na orbicie wokół Ziemi jako jej sztuczne satelity. Oprócz celów naukowych służą one zastosowaniom komercyjnym. Mogą pomagać meteorologom w przewidywaniu pogody, służyć komunikacji, czy jako satelity geostacjonarne transmitować programy telewizyjne.
Jednak dla nauki najważniejsze okazały się sondy badające planety Układu Słonecznego i przestrzeń kosmiczną poza nim. Sondy jako nasze zdalne oczy i uszy dotarły w pobliże komety Halleya, kilku planetoid i wszystkich planet Układu Słonecznego. Sondy dotarły także (z miękkim lądowaniem lub uderzeniem) na powierzchnię następujących ciał: Wenus, Mars, Jowisz, Księżyc, Tytana, (433) Erosa, (25143) Itokawa, Tempel 1, prawdopodobnie także Fobosa.
Najdalej zawędrowały sondy kosmiczne Pioneer 10, Pioneer 11, Voyager 1 i Voyager 2, które uzyskały tzw. trzecią prędkość kosmiczną i zmierzają do opuszczenia Układu Słonecznego. Prawdopodobnie są już poza zasięgiem pola magnetyczngo Słońca, lecz pole grawitacyjne  Słońca dominuje aż do tzw Obłoku Oorta. W każdym razie sondy te mkną ku innym gwiazdom naszej galaktyki. Na ich pokładzie umieszczono informacje o mieszkańcach planety ludzi. Zakodowane przez naukowców przesłanie dotrze w pobliże najbliższych gwiazd za więcej niż 40 000 lat.
Sondy kosmiczne stanowią ważny element w badaniach dotyczących Słońca. Sonda SOHO stale obserwuje naszą niespokojną gwiazdę, ostrzegając nas przed nagłymi uderzeniami wiatru słonecznego.
Dla współczesnej astronomii przełomowe okazały się badania prowadzone przez sondy spoglądające ku odległym gwiazdom. Teleskop Hubble’a sfotografował szereg odległych supernowych, czym pomógł określić, jak szybko w swojej historii rozszerzał się Wszechświat. Sondy COBE i WMAP umożliwiły zbadanie niejednorodności promieniowania tła, które pochodzi sprzed 13,6 mld lat. Badacze zajmujący się kosmologią obserwacyjną mogli wykluczyć kilka z proponowanych hipotez dotyczących początków naszego Wszechświata.

## Najważniejsze misje sond kosmicznych
- 1962: Mariner 2 – badania Wenus
- 1972: Pioneer 10, Pioneer 11 – badania Jowisza i Saturna, pierwsze sondy, które uzyskały tzw. trzecią prędkość kosmiczną i zmierzają do opuszczenia Układu Słonecznego.
- 1973: Łunochod 2 – badanie Księżyca
- 1976: Viking 1, Viking 2 – badanie Marsa, w tym także poszukiwanie życia na Marsie
- 1977: Voyager 1, Voyager 2 – badanie planet zewnętrznych i ich satelitów: Jowisza, Saturna, Urana, i Neptuna (sondy te uzyskały tzw. trzecią prędkość kosmiczną i zmierzają do opuszczenia Układu Słonecznego).
- 1989: COBE – obserwacja promieniowania tła
- 1989: Galileo – Jowisz i jego księżyce
- 1990: Hubble Space Telescope – badania wszechświata
- 1997: Mars Pathfinder – badanie Marsa (lądownik z pojazdem Sojourner)
- 2003: WMAP – badanie niejednorodności promieniowania tła
- 2004: Mars Exploration Rover – badanie powierzchni Marsa za pomocą dwóch robotów
- 2005: Cassini-Huygens – lądowanie na Tytanie i badania Saturna, jego pierścieni i satelitów
- 2006: New Horizons – zbadanie Plutona i jego księżyców, a następnie pasa Kuipera i opuszczenie na zawsze Układu Słonecznego
- 2009: Planck – pomiary kosmicznego mikrofalowego promieniowania tła
- 2012: Mars Science Laboratory – badanie powierzchni Marsa przez łazik Curiosity
- 2014: Rosetta – badanie i obserwacja komety 67P/Czuriumow-Gierasimienko i osadzenie na jej powierzchni lądownika Philae
- 2021: Mars 2020 - badanie Marsa przez łazik Perseverance i dron Ingenuity
- 2022: Kosmiczny Teleskop Jamesa Webba - obserwacje w podczerwieni

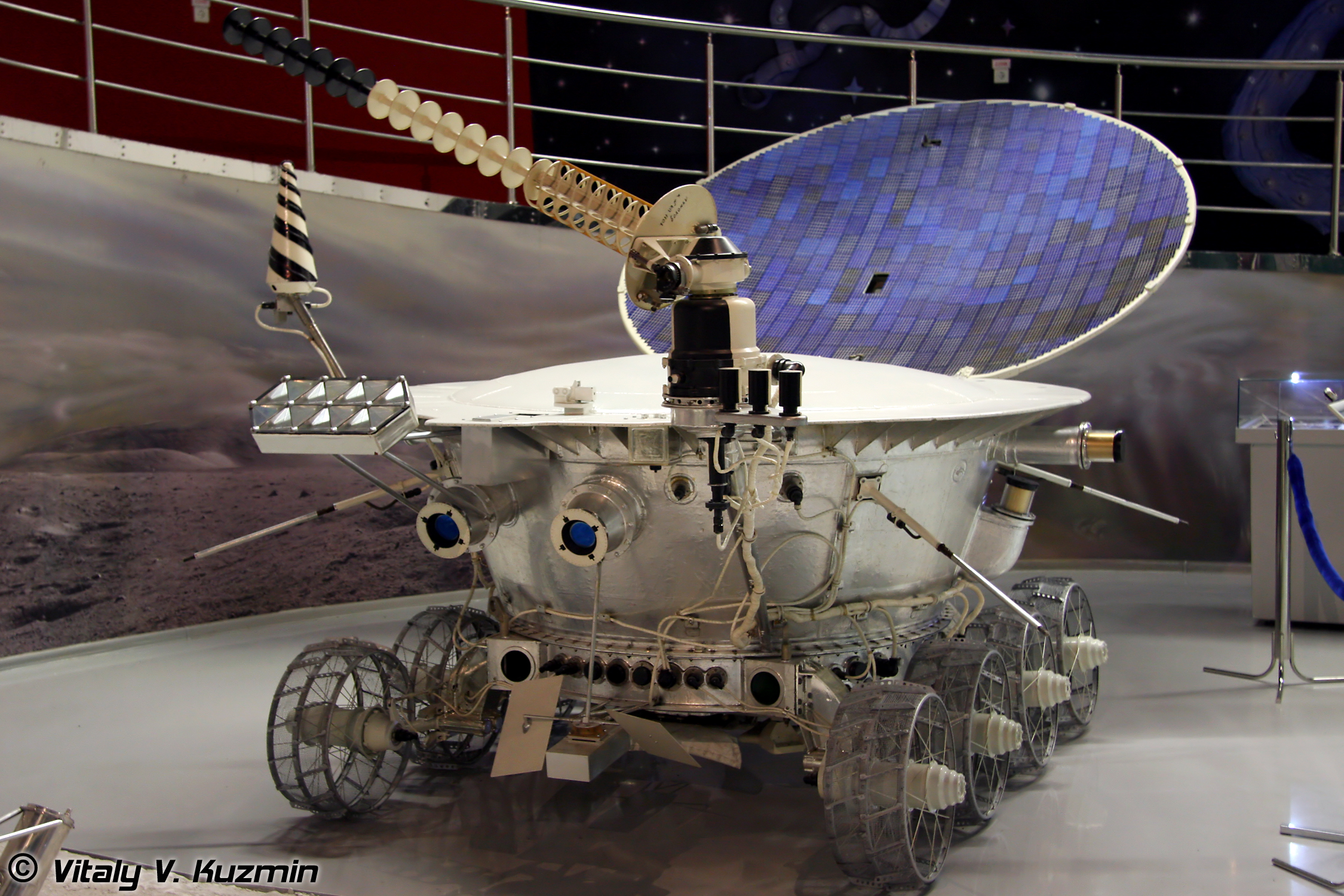
Bezzałogowy łazik Łunochod 1 na powierzchni Księżyca, wystawiany w Muzeum Pamięci Kosmonautyki (Moskwa).
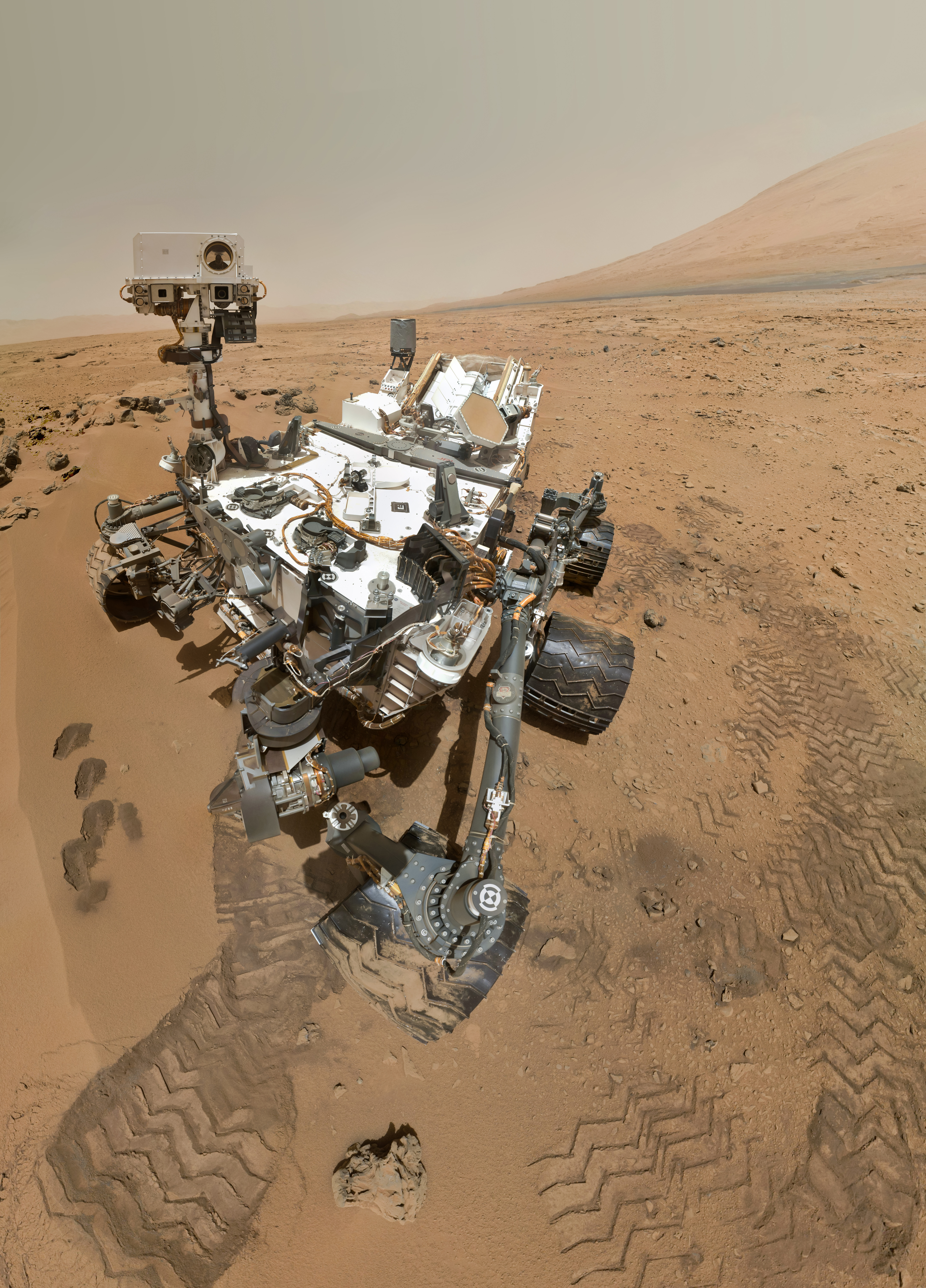
Łazik Curiosity Rover na powierzchni Marsa
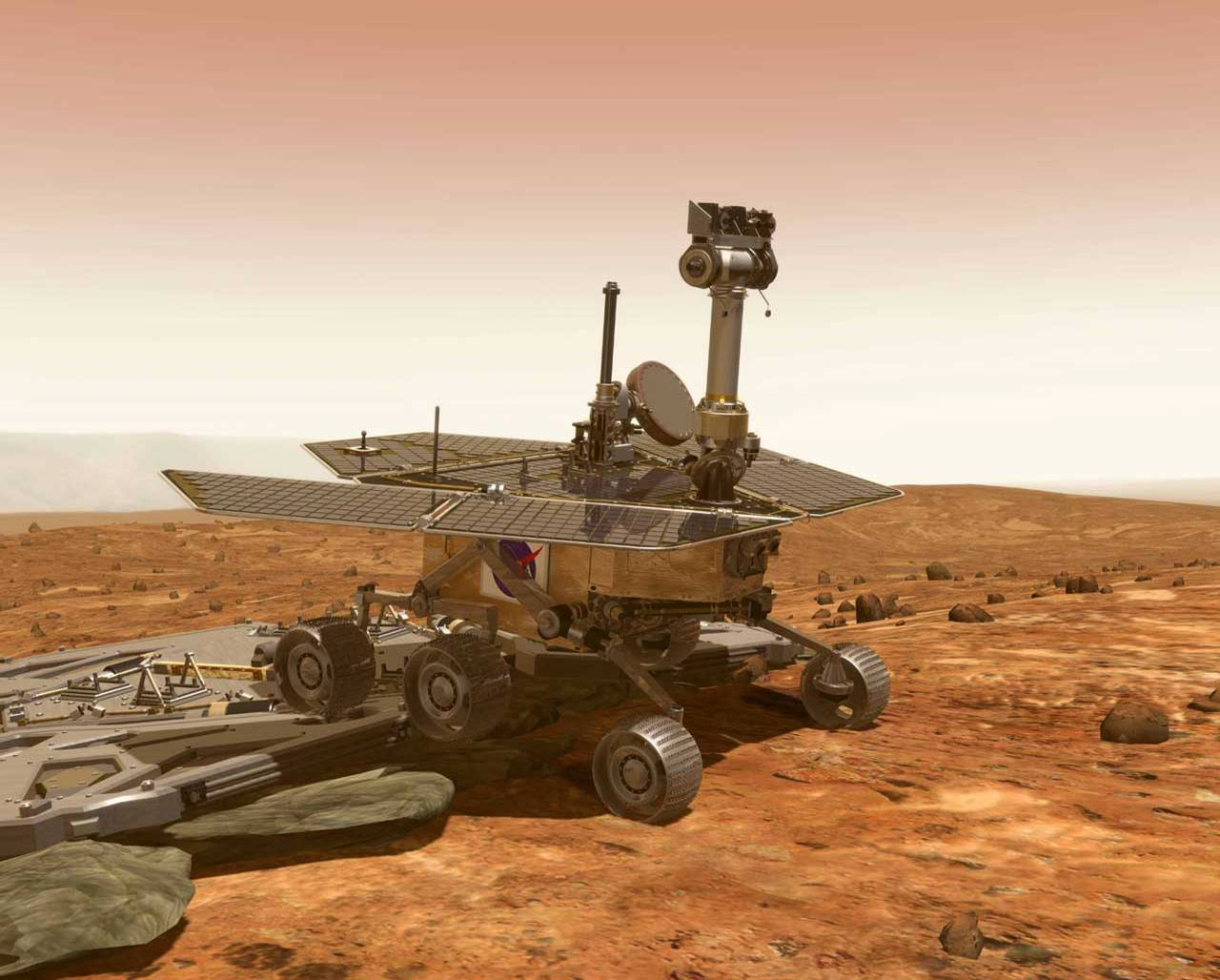
Pojazd Spirit na powierzchni Marsa (wizja artystyczna)
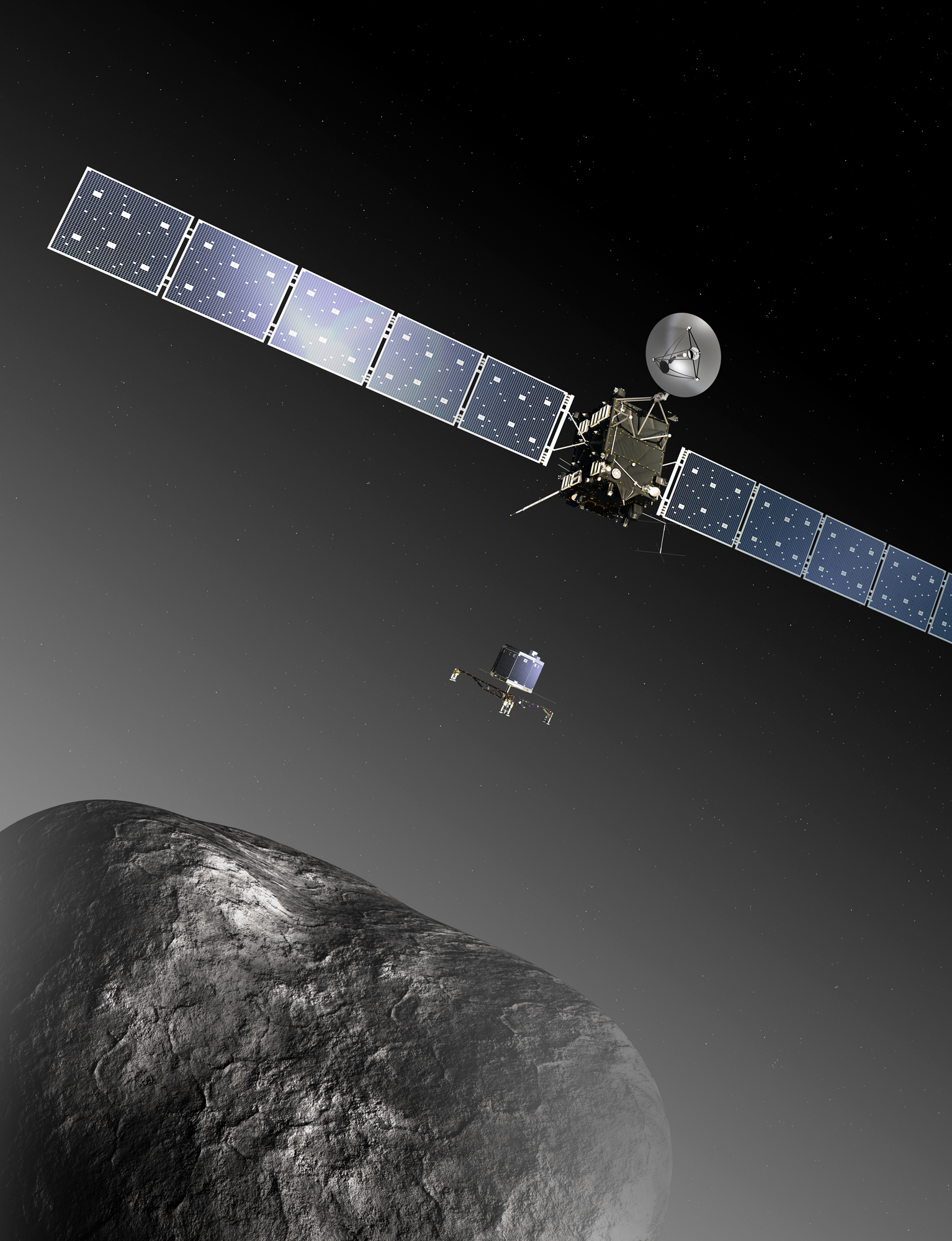
Zbliżające się do komety 67P orbiter Rosetta i lądownik Philae.